# جون كولير (ممثلة)
جون كولير (بالإنجليزية: June Collyer)‏ هي ممثلة أمريكية، ولدت في 19 أغسطس 1906 في نيويورك في الولايات المتحدة، وتوفيت في 16 مارس 1968 في لوس أنجلوس في الولايات المتحدة بسبب ذات الرئة.

## وصلات خارجية
- جون كولير على موقع IMDb (الإنجليزية)
- جون كولير على موقع ألو سيني (الفرنسية)
- جون كولير على موقع ميوزك برينز (الإنجليزية)
- جون كولير على موقع أول موفي (الإنجليزية)
- جون كولير على موقع قاعدة بيانات الأفلام السويدية (السويدية)
- جون كولير على موقع إن إن دي بي (الإنجليزية)
- جون كولير على موقع قاعدة بيانات الفيلم (الإنجليزية)
- جون كولير على موقع كينوبويسك (الروسية)